# 우즈베크 소비에트 사회주의 공화국의 국기

우즈베크 소비에트 사회주의 공화국의 국기

우즈베크 소비에트 사회주의 공화국의 국기 (뒷면)

우즈베크 소비에트 사회주의 공화국의 국기는 1952년 8월 29일에 제정되어 1991년 11월 18일까지 사용되었다.
빨간색 바탕 가운데에는 하얀색, 하늘색, 하얀색 세 개의 가로 줄무늬가 그려져 있으며, 국기 왼쪽 상단에는 노란색 별과 낫과 망치가 그려져 있다.

## 이전 국기

1937년 ~ 1941년
1941년 ~ 1952년

## 같이 보기
- 소련의 국기
- 소련의 공화국의 국기
- 우즈베키스탄의 국기